# Российская ассоциация общественных объединений охотников и рыболовов
Российская ассоциация общественных объединений охотников и рыболовов («Росохотрыболовсоюз») — общественная организация, в которую входят локальные общественные объединения охотников и рыболовов России. Почти в каждом городе и райцентре страны есть представительства данных объединений. Членами ассоциации являются 1,6 млн охотников и рыболовов, это чуть менее 70 % от общего числа охотников государства.

## История
Ассоциация была основана в 1958 году как Союз общества охотников, когда пару десятков организаций охотников объединились в одну большую организацию, которая стала называться «Росохотрыболовсоюз». Правовой основой стало постановление Совета Министров РСФСР от 11 апреля 1958 года № 336 «О мерах по улучшению состояния охотничьего хозяйства РСФСР». В сентябре 1958 года была проведена I Общероссийская конференция охотников. По постановлению Совета Министров РСФСР от 29 сентября 1962 года Союз обществ охотников РСФСР стал называться Союз обществ охотников и рыболовов РСФСР (Росохотрыболовсоюз).
С 1989 года Ассоциация «Росохотрыболовсоюз» входит в Международный совет по охоте и охране животного мира (CIC).
В ноябре 2006 года на очередном XII Съезде Ассоциации руководителем — председателем Центрального правления Ассоциации «Росохотрыболовсоюз» был выбран Э. В. Бендерский.
В апреле 2008 года отмечался 20-летний юбилей единственного в России Музея охоты и рыболовства, открытого и спонсируемого Ассоциацией «Росохотрыболовсоюз». Будучи участником Союза музеев России, Музей охоты и рыболовства ведёт активную просветительскую работу с молодым поколением, культивируя любовь к природе и потребность в защите животного мира. Также в 2008 году юбилей отмечала сама Ассоциация — 50 лет с момента основания.
13 января 2012 года Министерство Юстиции РФ зарегистрировало новый Устав «Росохотрыболовсоюза», принятый делегатами на съезде. Согласно его положениям был расформирован Центральный Совет РОРС, куда на последнем съезде было выбрано 110 членов.
23 мая 2013 года Э. В. Бендерский досрочно сложил полномочия президента Росохотрыболовсоюза, на этот пост избрана заместитель Бендерского Т. С. Арамилева.

## Деятельность
Главными целями Ассоциации являются: кооперация охотников и рыболовов для совместного участия в развитии охотничьего и рыболовного хозяйства; защита и рост популяций диких животных и птиц; противодействие браконьерству; содействие любительской охоте и рыбалке, охотничьему собаководству, трофейному делу; содействие спортивной охоте и рыбалке; организация и проведение конференций, собраний, выставок, соревнований; взаимодействие с молодым поколением; благотворительность; участие во всероссийских и международных мероприятиях по защите и воспроизведению природных ресурсов; сотрудничество с международными экологическими организациями.
В данный момент количество охотничье-рыболовных хозяйств Ассоциации «Росохотрыболовсоюз» превышает 2250, площадь угодий — больше 220 млн га, а число охотничье-рыболовных баз, находящихся по всей России, более 4 тысяч.